# دومینیک مک‌لافلین
دومینیک مک‌لافلین (انگلیسی: Dominic McLaughlin) بازیگر اسکاتلندی است. در مه ۲۰۲۵، حضور او در نقش هری پاتر در مجموعهٔ تلویزیونی آیندهٔ هری پاتر از شبکهٔ اچ‌بی‌او تأیید شد.

## زندگی‌نامه
دومینیک مک‌لافلین در فیلم کمدی رشد نقش‌آفرینی خواهد کرد و در این فیلم او هم‌بازی نیک فراست و گلدا روشوول است. همچنین، او در اقتباس تلویزیونی بی‌بی‌سی از رمان بااستعداد نوشتهٔ مریلین کی نیز ایفای نقش خواهد کرد. هر دو پروژه برای انتشار در سال ۲۰۲۵ برنامه‌ریزی شده‌اند.
در مه ۲۰۲۵، مک‌لافلین برای ایفای نقش هری پاتر در مجموعهٔ تلویزیونی جدید هری پاتر انتخاب شد که از شبکهٔ اچ‌بی‌او پخش خواهد شد. در این پروژه، او در کنار آرابلا استنتون در نقش هرماینی گرنجر و آلاستر استاوت در نقش رون ویزلی بازی خواهد کرد.

## فیلم‌شناسی
| Projects that have not yet been released | به آثاری اشاره دارد که در حال حاضر منتشر نشده‌اند |

### فیلم
| سال  | عنوان     | نقش | منابع       |
| ---- | --------- | --- | ----------- |
| ۲۰۲۵ | رشد       | TBA | [ ۱ ] [ ۳ ] |
| ۲۰۲۵ | بااستعداد | TBA | [ ۲ ] [ ۵ ] |

### تلویزیون
| سال | عنوان    | نقش      | توضیحات  | منابع |
| --- | -------- | -------- | -------- | ----- |
| ن/م | هری پاتر | هری پاتر | نقش اصلی | [ ۱ ] |